# 316 pr. n. št.

## Smrti
- Arsinoja II., kraljica Starega Egipta (* 270-260 pr. n. št.)